# Manuel Gutiérrez Varona
Manuel Gutiérrez Varona era un militar español que fue nombrado de manera interina como gobernador intendente del Paraguay de 1807 a 1808.

## Biografía
Manuel Gutiérrez Varona se desempeñaba como coronel del presidio de Buenos Aires, hasta que fue enviado a ocupar el cargo de gobernador intendente que Bernardo de Velasco había dejado vacante, para acudir en la defensa de Buenos Aires frente a las invasiones inglesas del Río de la Plata.
Lo que se conoce de su gobierno es que estuvo envuelto en una serie de intrigas con el cabildo de Asunción y hubo una baja productividad del tabaco. El 24 de marzo de 1808 llegó hasta el cabildo rumores que los portugueses pretendían invadir el Paraguay desde el Brasil portugués, ante tal situación, el gobernador realizó la Jura Solemne de Fidelidad al Rey Fernando VII.
Su avanzada edad y su deteriorada salud hizo que el virrey Santiago de Liniers designara al capitán Eustaquio Giannini como su sucesor.